# ستيفن إي. كار
ستيفن إي. كار (بالإنجليزية: Steven E. Carr)‏ هو ناشط حقوق الإنسان أمريكي، ولد في 1957 في أيداهو فولز في الولايات المتحدة.